# Ferrari 365
A 365 é um modelo 2+2 da Ferrari equipada com motor V12 dianteiro.